# Nikon D810
Nikon D810 36.3-мегапиксельная профессиональная полнокадровая цифровая зеркальная камера производства Nikon. Камера официально представлена 26 июня 2014 года, и стала доступна в июле 2014.
В настоящее время Nikon D810 заменена на D850.

## Ключевые особенности
- 36.3-мегапиксельная КМОП матрица без сглаживающего фильтра
- Чувствительность ISO 64-12800 (с расширением до ISO 32-51200)
- Электронный спуск передней шторки в режиме Mup и обновленный механизм подъёма зеркала
- Съемка в 9-мегапиксельном формате sRAW
- Процессор Expeed 4
- Съемка видео стандарта Full HD (1080p) с частотой кадров 50p/60p
- Съемка изображений с высоким разрешением со скоростью до 5 к/с. Съемка изображений с разрешением 15,3 млн пикселей со скоростью до 7 к/с в режиме кадрирования DX
- 51-точечная система автофокуса Multi-CAM 3500FX
- Съемка до 1200 фотографий без подзарядки

## Модель D810A имеет дополнительные особенности
- Датчик D810A не имеет сглаживающего низкочастотного оптического фильтра. Кроме того, оптический фильтр оптимизирован для пропускания излучения с длиной волны — 656,3 нм
- В список режимов добавлен ручной выбор длительной экспозиции (M*), в котором можно устанавливать значение выдержки до 900 с
- Функция предварительного просмотра облегчает фокусировку и кадрирование, показывая изображение, соответствующее выдержке 30 с, если выбрана большая выдержка.

## Интерфейсы
- Башмак для принадлежностей ISO 518
- Разъем для наушников
- Разъем для внешнего микрофона
- Разъем USB
- Разъем HDMI
- Синхроконтакт вспышки ISO 519 с фиксирующей резьбой
- 10-контактный разъем дистанционного управления

## Комплект поставки
- Цифровая фотокамера D810
- Крышка монитора BM-12
- Защитная крышка BF-1B
- Литий-ионная аккумуляторная батарея EN-EL15 с защитной крышкой
- Зарядное устройство MH-25a
- Зажим USB-кабеля
- Зажим HDMI-кабеля
- USB-кабель UC-E22
- Ремень AN-DC12
- Гарантийный талон
- Руководство пользователя
- Компакт-диск с установочным пакетом ViewNX 2